# الدعارة في اليمن
الدعارة في اليمن غير قانونية، بالإضافة لما يُعرف ب«الزواج السياحي» حيث يقوم السائح -من دول الخليج غالباً- بالزواج خلال فترة زيارته للبلاد وتنتهي بالطلاق السريع أو ترك الزوجة والسفر بعد فترة وجيزة، تتراوح عقوبة الدعارة في القانون اليمني باختلاف نوع العمل حيث تصل في أقصى الحالات إلى ما لا يزيد عن خمسة عشر عام.

## مصطلحات
يختلف الدعارة عن الزناء أو الفعل الفاضح، حيث أن:
- الزنا هو مصطلح ديني يصف العلاقة الجنسية بين الرجل والمرأة (خارج نطاق الزواج) ،ويتحقق بعملية الجماع.
- العمل الفاضح هو كل فعل يخدش الحياء، وهو تعريف فضفاض يمكن حدوث لغط حول الفعل إذا ما تم.
- الدعارة يُعرف بأنه كل عمل أو سلوك يقصد به الجنس، الدعارة إذا كان بغرض المتاجرة به وتقاضي الأموال مقابلة.

لا يعاقب القانون اليمني فيما يتعلق ببعض أوجه الأمور التي قد تكون متصلة بمفهوم الجنس مثل الرقص أو الغناء أو شرب الكحول في الفنادق أو المنادمة -مجالسة مع الشراب-.

## الجنس في القانون
في القانون اليمني تعاريف عده لأنواع الأعمال المتعلقة بالجنس وهي:-
1- العمل الفاضح المخل بالحياء:
| الدعارة في اليمن | مادة (273) : الفعل الفاضح المخل بالحياء هو كل فعل ينافي الآداب العامة أو يخدش الحياء، ومن ذلك التعري وكشف العورة المتعمد والقول والإشارة المخل بالحياء والمنافي للآداب. | الدعارة في اليمن |

العقوبة:
| الدعارة في اليمن | مادة (274) : يعاقب بالحبس مدة لا تزيد على ستة أشهر أو بالغرامة كل من أتى فعلاً فاضحاً علانية، بحيث يراه أو يسمعه الآخرون. | الدعارة في اليمن |

| الدعارة في اليمن | مادة (275) : يعاقب بالحبس مدة لا تتجاوز سنة أو بالغرامة كل من أتى فعلاً فاضحاً مع أنثى بغير رضاها، فإذا كان الفعل عن رضى منها يعاقب الاثنان بالحبس مدة لا تزيد على ستة أشهر، أو بالغرامة التي لا تتجاوز ألف ريال. | الدعارة في اليمن |

2- الفجور والدعارة وإفساد الأخلاق:
| الدعارة في اليمن | مادة (277) : الفجور والدعارة هو إتيان فعل من الأفعال الماسة بالعرض والمنافية للشرع، يقصد إفساد أخلاق الغير أو التكسب من وراء ذلك. | الدعارة في اليمن |

العقوبة:
| الدعارة في اليمن | مادة (278) : يعاقب بالحبس مدة لا تزيد على ثلاث سنوات أو بالغرامة كل من يمارس الفجور أو الدعارة. | الدعارة في اليمن |

| الدعارة في اليمن | مادة (279) : يعاقب بالحبس مدة لا تزيد على ثلاث سنوات من حرض غيره على الفجور أو الدعارة، فإذا وقعت الجريمة بناء على هذا التحريض تكون العقوبة الحبس الذي لا يتجاوز سبع سنوات. وإذا كان من حرضة ووقعت منه الجريمة صغيراً لم يبلغ الخامسة عشر من العمر، أو كان المحرض يعول في معيشتة على فجور أو دعارة من حرضه، يجوز أن تصل عقوبة المحرض إلى الحبس مدة لا تتجاوز عشر سنوات، فإذا اجتمعت الحالتان جاز أن تصل عقوبة المحرض الحبس مدة لا تجاوز خمسة عشرة سنة. | الدعارة في اليمن |

3- الديوث: ليس مُعرف بالقانون
هو الذي يُقرُّ الخبثَ -الزناء- في أهله.
العقوبة:
| الدعارة في اليمن | مادة (280) : يعاقب بالحبس مدة لا تزيد على خمس عشرة سنة كل من يرضى لزوجته أو أية أنثى من محارمه أو من اللاتي له الولاية عليهن أو ممن يتولى تربيتهن فعل الفاحشة، فإن عاد إلى ذلك تكون عقوبته الإعدام، وتعاقب المرأة التي ترضي لبناتها فعل الفاحشة بذات العقوبة. | الدعارة في اليمن |

إدارة محل للعشق أو الدعارة :
| الدعارة في اليمن | مادة (281) : يعاقب بالحبس مدة لا تزيد على عشر سنوات كل من يدير بيتاً أو محلاً أياً كان للفجور أو للدعارة، ويحكم في جميع الأحوال بغلق البيت أو المحل مدة لا تتجاوز سنتين ويحكم كذلك بمصادرة الأثاث والأدوات وغيرها مما كان موجوداً فيه أثناء ممارسة الفجور أو الدعارة. | الدعارة في اليمن |